# Crystal the Monkey
Crystal the Monkey (På svenska Apan Crystal) född 1994, är en Kapucinapa som är en djurskådespelerska och har spelat många apor i filmer som Djungel-George, Dr. Dolittle, Natt på museet-filmerna, Baksmällan del II och Hundraettåringen som smet från notan och försvann. Hon har även varit med i den korta TV-serien Animal Practice. Hon tränas av Tom Gunderson.

## Filmografi i urval
- 1997 – Djungel-George (filmdebut)
- 1998 – Dr. Dolittle
- 1999 – American Pie
- 2006 – Natt på museet
- 2009 – Natt på museet 2
- 2011 – Baksmällan del II
- 2011 – Zookeeper
- 2014 – Natt på museet: Gravkammarens hemlighet
- 2016 – Hundraettåringen som smet från notan och försvann